# Dorylus alluaudi
Dorylus alluaudi är en myrart som beskrevs av Santschi 1914. Dorylus alluaudi ingår i släktet Dorylus och familjen myror.

## Underarter
Arten delas in i följande underarter:
- D. a. alluaudi
- D. a. lobatus